# Router ADSL

Diagrama de una red simple con un módem 2Wire que actúa como encaminador, cortafuegos y DHCP.

El enrutador ADSL o encaminador ADSL (Asymmetric Digital Subscriber Line) de línea de abonado digital asimétrica, es un dispositivo que permite conectar al mismo tiempo uno o varios equipos o incluso una o varias redes de área local (LAN).
Realmente se trata de varios componentes en uno; realiza las funciones de:
- Puerta de enlace: proporciona salida hacia el exterior a una LAN.
- Encaminador: cuando le llega un paquete procedente de Internet, lo dirige hacia la interfaz destino por el camino correspondiente, es decir, es capaz de encaminar paquetes IP, evitando que el paquete se pierda o sea manipulado por terceros.
- Módem ADSL: modula las señales enviadas desde la LAN para que puedan transmitirse por la línea ADSL y demodula las señales recibidas por esta para que los equipos de la LAN puedan interpretarlos. De hecho, existen configuraciones formadas por un módem ADSL y un enrutador que hacen la misma función que un enrutador ADSL.
- Punto de acceso inalámbrico: algunos encaminadores ADSL permiten la comunicación inalámbrica (wireless), es decir, sin cables con los equipos de la LAN.

Los avances tecnológicos han conseguido introducir la funcionalidad de cuatro equipos en uno solo.

## Interfaz ADSL
El cable telefónico de par de cobre que tenemos todos en casa se diseñó inicialmente para la transmisión de voz. Al comienzo de la era de las comunicaciones digitales se comenzó a utilizar para la transmisión de datos. El sistema era fácil: los "ceros" (determinando ausencia de tensión eléctrica por un periodo de tiempo determinado) y los "unos" (que no dejan de ser más que un impulso de tensión de unos 5 voltios durante idéntico tiempo determinado, y por tanto presencia de dicha tensión por igual período) de que estaban compuestas las señales digitales que genera el ordenador no podían circular por el cable telefónico. Para poder hacerlo se "modulaban", es decir, se convertían en un sonido que sí puede transmitirse. Las señales que se recibían lo hacían en forma de sonido que, a su vez, eran demoduladas y convertidas de nuevo en señales eléctricas ("unos" y "ceros"). Esto lo hacía un módem (modulador-demodulador). Es como si silbáramos con dos notas distintas (una para los "unos" y otra para los "ceros") por el teléfono. Todo el ancho de banda que admite el cable es empleado por la transmisión de datos. Este tipo de tecnología se denomina analógica.
Posteriormente se crea la tecnología RDSI que hizo posible que por los cables de teléfono pudiesen circular los "unos" y "ceros" puros, sin modular, como impulsos eléctricos que son. Esta es la única tecnología de transmisión de datos verdaderamente digital. Esta tecnología presenta, sin embargo, un inconveniente, que se considera insalvable: las características electrónicas del famoso cable telefónico impide que se puedan transmitir datos en forma digital a una velocidad superior a 56 kbps. Para aumentar la velocidad se emplean varias líneas telefónicas. Se puede hablar y enviar datos por una línea básica porque está compuesta por dos líneas individuales, una de voz y otra de datos.
Surge entonces ADSL. En contra de lo que se cree, no es una tecnología digital, sino tan analógica como el antiguo módem de 56 Kbps, lo que sucede es que el tipo de señal analógica se la "interpreta" como digital por las variaciones que posee; en realidad si la señal fuera realmente digital la misma no podría alcanzar ni los 100 metros y se caería, sabiendo no obstante que las líneas ADSL superan los 5 kilómetros. La diferencia estriba en un elemento definitivo: el oído humano, el mismo no es capaz de oír todo el rango de frecuencias que produce la voz (el mismo principio empleado para poder comprimir música). De este modo, se aplica un filtro sofométrico que deja pasar solo el rango de frecuencias audibles y descarta las restantes, tanto por encima como por debajo de este rango. Es la función que desempeña el microfiltro que se pone en los teléfonos en una línea ADSL. En este espacio que queda libre se colocan diversas frecuencias portadoras moduladas con datos igual que hacía el módem. El aumento en la velocidad del ADSL viene dado porque, según va aumentando el nivel tecnológico, es posible meter más frecuencias portadoras en esos espacios libres, pues los filtros que separan unas portadoras de otras son cada vez más selectivos.
El enrutador ADSL proporciona acceso a Internet a través de una línea ADSL, por lo que la interfaz que comunica con el exterior debe adaptarse a este medio. Por ello, este dispositivo lleva una interfaz RJ11 para conectar el cable telefónico. Existen enrutadores que disponen de dos conexiones RJ11 para poder transmitir sobre dos líneas y así duplicar la capacidad de transmisión. Además, debe de estar provisto de un modulador para adecuar las señales de datos a las frecuencias en las que trabaja la tecnología ADSL y de un demodulador para poder interpretar las señales que le llegan desde el exterior.

## Interfaz LAN
Una vez establecido el acceso a Internet (la "nube" indicada en la imagen de esta página), el módem debe atender el conjunto de equipos o la red de área local a la cual se quiere dar conexión a Internet (unidos por una línea roja en la citada imagen). Para realizar esta otra comunicación, las interfaces más comunes son Ethernet y Wireless, incluso hay dispositivos que proporcionan ambas a la vez. 
Para el primer caso, el enrutador ADSL suele tener una o varias interfaces Ethernet, mediante conectores RJ-45. A cada una de estas interfaces se pueden conectar los equipos directamente, o bien subredes comunicadas por medio de un concentrador (hub) o un conmutador (switch). Otra interfaz que pueden ofrecer algunos encaminadores ADSL es por puerto USB.
Para el caso de una interfaz Wireless, la comunicación se realiza sin cables usando habitualmente Wifi. El equipo que se quiere conectar a Internet debe poseer una interfaz de estas características y ubicarse en una zona que tenga cobertura del citado módem, usualmente no más de 20 m de distancia al mismo. 
Téngase presente que el ancho de banda total ofrecida por el módem, se distribuye entre todos los equipos conectados a este, por lo que el acceso será más lento cuanto más equipos compartan la conexión, sea esta última alámbrica o inalámbrica. 

## Fabricantes de encaminadores ADSL
- 2Wire
- 3Com
- Alcatel
- Asus
- Belkin
- Cisco
- Comtrend
- D-Link
- Huawei
- Linksys
- Netgear
- Nokia
- Pioneer
- Sierra Wireless
- SMC
- Teldat
- Thomson
- TP-Link
- Ubiquiti Networks
- U.S. Robotics
- ZyXEL